# جان بول ديفيس
جان بول ديفيس هو لاعب هوكي الجليد كندي، ولد في 10 فبراير 1972 في أوشاوا في كندا.

## وصلات خارجية
- جان بول ديفيس على موقع دوري الهوكي الوطني (الإنجليزية)
- جان بول ديفيس على موقع EliteProspects.com (الإنجليزية)
- جان بول ديفيس على موقع HockeyDB.com (الإنجليزية)